# Вілем Кьоніг
Вілем Кьоніг (чеськ. Vilém König, також Вільда Кьоніг і Вільям Кьоніг, нар. 18 вересня 1903, Жижков — пом. 5 березня 1973) — чехословацький футболіст, що грав на позиції півзахисника. По завершенні ігрової кар'єри — футбольний тренер. Відомий виступами, зокрема, за команди «Вікторія» (Жижков), «Славія» (Прага), «Марсель» і національну збірну Чехословаччини. Дворазовий чемпіон Чехословаччини.

## Клубна кар'єра
Виступав у складі клубу «Вікторія» (Жижков). У 1928 році здобув з командою історичну перемогу у чемпіонаті Чехословаччини. «Вікторія» перервала гегемонію клубів «Спарти» і «Славії». Клуб із Жижкова жодного разу не програв прямим конкурентам (зі «Славією» зіграли 2:2 і 4:3, зі «Спартою»   — 5:3 і 1:1) і заслужено став чемпіоном.
Влітку 1928 року «Вікторія», як чемпіон Чехословаччини, взяла участь у кубку Мітропи, престижному міжнародному турнірі для найсильніших команд Центральної Європи. В 1/4 фіналу чехословацький клуб зустрічався з представником Югославії клубом «Граджянскі» (Загреб). Несподівано поступившись у Загребі 2:3, «Вікторія» взяла упевнений реванш вдома  — 6:1. У півфіналі суперником команди з Жижкова став віденський «Рапід». Клуби обмінялись мінімальними перемогами  — 4:3 і 2:3, тому для виявлення переможця був призначений додатковий матч, перемогу в якому здобули більш досвідчені австрійці  — 1:3. Кьоніг зіграв в усіх п'яти матчах турніру.
Наступного сезону «Вікторія» стала другою в чемпіонаті, але здобула перемогу в Кубку Середньої Чехії, перегравши у фіналі з рахунком 3:1 «Лібень». Загалом у складі «Вікторії» зіграв у першій лізі 36 матчів.
Сезон 1930—1931 відіграв у команді «Славія» (Прага). Влітку 1930 року став фіналістом міжнародного Кубка Націй. В самому фіналі не грав, бо в півфінальній грі проти австрійського клубу «Ферст Вієнна» (3:1) отримав травму. Брав участь у чвертьфінальних матчах кубка Мітропи 1930 проти угорського «Ференцвароша» (2:2, 0:1). По завершенні сезону став з командою чемпіоном Чехословаччини, хоча зіграв у тій першості лише 2 матчі.
Сезон 1932—1933 провів у команді «Лібень» (Прага). Загалом на його рахунку у вищій лізі чемпіонату Чехословаччини 48 матчів.
У багатьох джерелах вказано, що у сезоні 1933—1934 Кьоніг грав у клубі «Адміра» (Відень), хоча жодного матчу у переможних для команди розіграшах чемпіонату і кубка Австрії не зіграв.
У 1934—1935 роках виступав у французькому «Марселі». Зіграв 8 матчів і забив 4 голи у чемпіонаті, а також 1 матч і 1 гол у кубку Франції. Став володарем кубка Франції, хоча зіграв лише у матчі 1/32 фіналу проти «Агде» (3:1), у якому відзначився забитим голом.

## Виступи за збірну
Свій єдиний матч за національну збірну зіграв 13 червня 1926 року. У Стокгольмі чехословацькі футболісти зіграли внічию зі збірною Швеції (2:2). У цій грі одразу 7 гравців «Вікторії» потрапили в стартовий склад збірної і ще один вийшов на заміну, а обидва голи забив також представник клубу з Жижкова — Отто Новак.

## Статистика виступів

### Статистика виступів у Кубку Мітропи
| №                      | Розіграш               | Стадія                 | Дата та місце проведення | Команда 1              | Рахунок | Команда 2           | Голи та інше |
| ---------------------- | ---------------------- | ---------------------- | ------------------------ | ---------------------- | ------- | ------------------- | ------------ |
| 1                      | 1928                   | 1/4                    | 26.08.1928, Загреб       | Граджянскі (Загреб)    | 3:2     | Вікторія (Жижков)   |              |
| 2                      | 1928                   | 1/4                    | 2.09.1928, Прага         | Вікторія (Жижков)      | 6:1     | Граджянскі (Загреб) |              |
| 3                      | 1928                   | 1/2                    | 8.09.1928, Прага         | Вікторія (Жижков)      | 4:3     | Рапід (Відень)      |              |
| 4                      | 1928                   | 1/2                    | 16.09.1928, Відень       | Рапід (Відень)         | 3:2     | Вікторія (Жижков)   |              |
| 5                      | 1928                   | 1/2                    | 23.09.1928, Відень       | Рапід (Відень)         | 3:1     | Вікторія (Жижков)   |              |
| 6                      | 1930                   | 1/4                    | 19.06.1930, Прага        | Славія (Прага)         | 2:2     | Ференцварош         |              |
| 7                      | 1930                   | 1/4                    | 12.07.1930, Будапешт     | Ференцварош            | 1:0     | Славія (Прага)      |              |
| Всього у кубку Мітропи | Всього у кубку Мітропи | Всього у кубку Мітропи | Всього у кубку Мітропи   | Всього у кубку Мітропи | 7       |                     | 0            |

### Статистика виступів за збірну
| Дата       | Місто     | Господарі | Результат | Гості          | Турнір           | Голи | Примітки        |
| ---------- | --------- | --------- | --------- | -------------- | ---------------- | ---- | --------------- |
| 13/06/1926 | Стокгольм | Швеція    | 2 – 2     | Чехословаччина | товариський матч | -    | Капітан команди |
| Усього     |           | Матчів    | 1         |                | Голів            | 0    |                 |

## Кар'єра тренера
Розпочав тренерську кар'єру 1946 року, ставши тренером клубу «Кладно», з яким пропрацював лише один сезон. Пізніше двічі очолював тренерський штаб клубу «Славія» (Прага).
Помер 5 березня 1973 року на 70-му році життя.

## Титули і досягнення
- «Вікторія»:
  - Чемпіон Чехословаччини: 1927-28
  - Срібний призер чемпіонату Чехословаччини: 1928-29
  - Володар Кубка Середньої Чехії: 1929
- «Славія»:
  - Чемпіон Чехословаччини: 1930-31
  - Фіналіст Кубка Націй: 1930
- «Марсель»:
  - Володар Кубка Франції: 1934-35